# Kipf (Familienname)
Kipf ist ein fränkischer Familienname.

## Herkunft und Bedeutung
Der Name Kipf geht auf die althochdeutsche Bezeichnung kipfa für den Wagenkipf (auch Wagenrunge genannt) zurück. Dieser bezeichnet den Teil eines Pferdewagens, an dem die Deichsel befestigt und durch drehbare Lagerung ein Lenkung des Wagens ermöglicht. Erstmals wurde der Name 1277 mit der Familie Kropf in Verbindung gebracht, welche auf dem Kipfenberg ihren Familiensitz erbaute und dementsprechend den Wagenkipf als gemeine Figur in ihrem Familienwappen trägt. Seit dem Verkauf dieses Familiensitzes an das Hochstift Eichstätt um 1301 bezeichneten sich dort ansässige Familien mit dem Namen Kipf.
Durch seine Rautenform wird bis heute im fränkischen Raum der Begriff Kipf für spezielle Backwaren benutzt, in welchem Wagenrungen als „Kipf“ bezeichnet wurden.

## Verbreitung

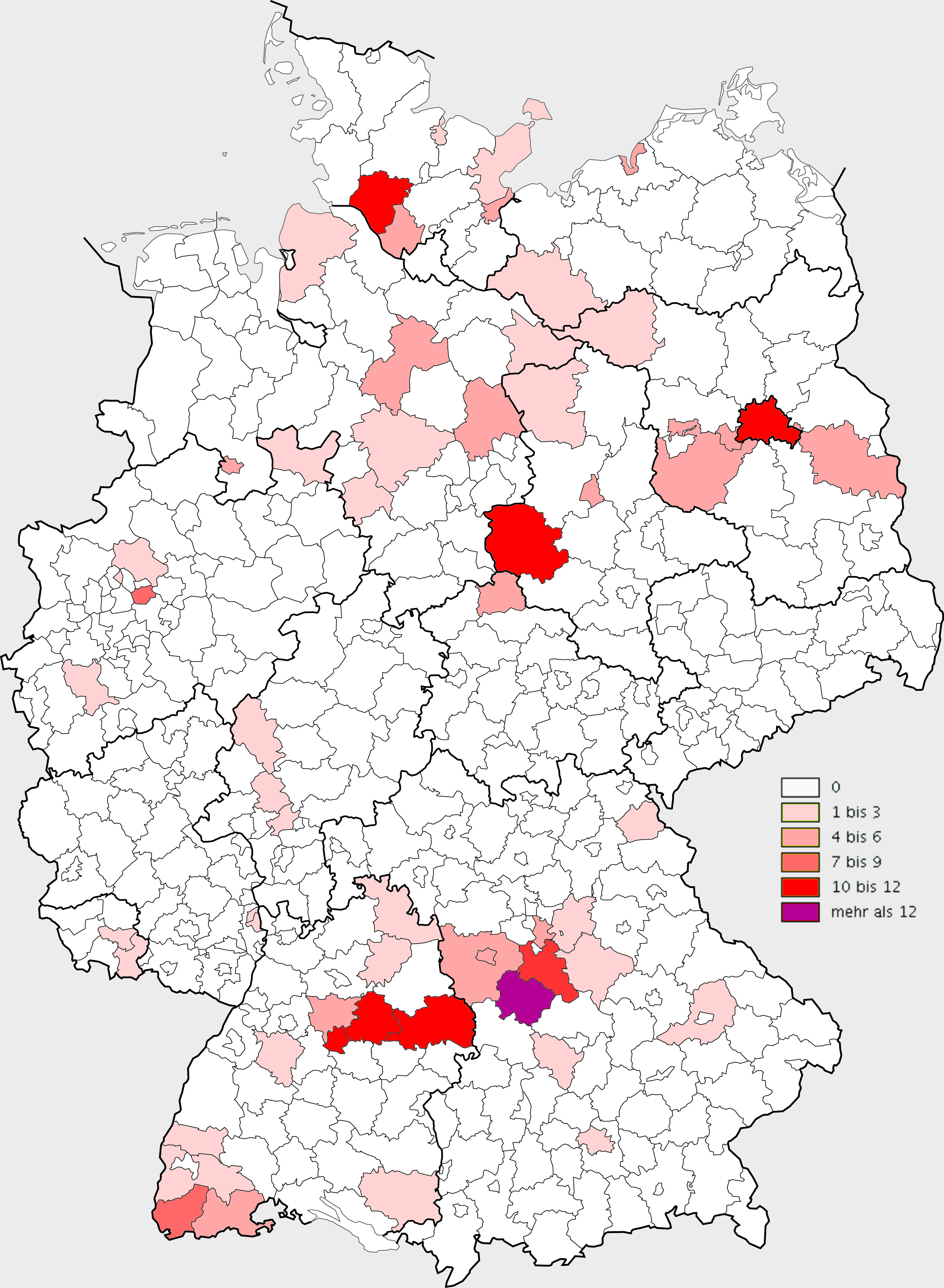
Verteilung des Nachnamens Kipf in Deutschland

Der Familienname Kipf ist größtenteils in Deutschland angesiedelt, durch seine historische Wandlung vor allem im fränkischen Raum.

## Variationen
- Kipfstuhl
- Kippstuhl
- Wagenkipf

## Namensträger
- Stefan Kipf (* 1964), deutscher Altphilologe und Didaktiker
- Wolfgang Kipf (* 1939), deutscher Volleyballtrainer